# Juan de Marquina
Juan de Marquina (Marquina, 1428 - Sevilla, 1500), o Juan de Barroeta, fue un eclesiástico de origen vasco que participó activamente en las reformas universitarias y administrativas de la época de los Reyes Católicos.

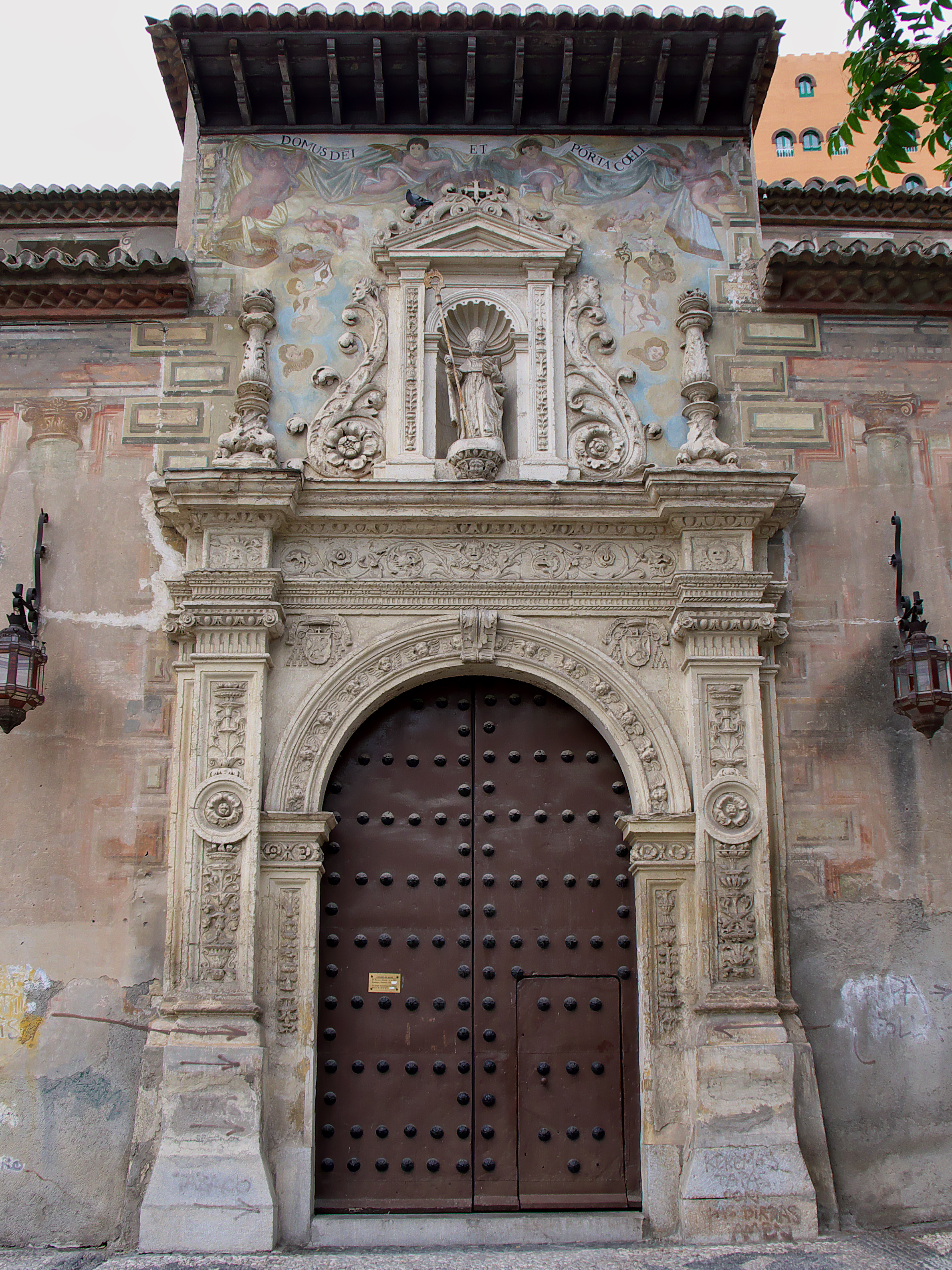
Portada de la Iglesia de San Cecilio (Granada)

## Biografía
Este clérigo burócrata pertenecía al entorno del poderoso cardenal Pedro González de Mendoza y había estudiado en la Universidad de Salamanca; allí había ingresado en el prestigioso Colegio Mayor de San Bartolomé, del que fue rector durante ocho años. Su experiencia y su fidelidad fueron apreciadas por el cardenal Mendoza a la hora de fundar en 1484 su propio Colegio Mayor en Valladolid, el de Santa Cruz: designó a Juan de Marquina como primer rector, para asegurar el éxito de la reciente creación. 
Como parte de la clientela del clan Mendoza, Juan de Marquina fue nombrado canónigo, provisor y gobernador del arzobispado de Sevilla en nombre del cardenal, que solía estar ausente de la diócesis. La carrera de Marquina a la sombra de los Mendoza culmina con su presentación para la mitra de León, de la que fue elegido obispo en 1500 aunque falleció antes de tomar posesión del cargo.
A día de hoy y en honor de su primer rector, la rama femenina del Colegio Mayor Santa Cruz otorga el premio "Juan de Marquina" a la residente que más haya destacado por su participación en la vida colegial.
| Predecesor: Alonso de Valdivieso | Obispo de León (electo) 1500 † | Sucesor: Francisco des Prats |